# Eusarsiella nodimarginis
Eusarsiella nodimarginis is een mosselkreeftjessoort uit de familie van de Sarsiellidae. De wetenschappelijke naam van de soort is voor het eerst geldig gepubliceerd in 1965 door Darby.